# مارجريت من بريخ
مارجريت من بريخ (1342–1386) كانت ابنة Ludwik I the Fair وزوجته أجنس من ساجان. وكانت دوقة قرينة ملك بزواجها من ألبرت الأول، دوق بافاريا.